# Fernando de Castilla (1189-1211)
Fernando de Castilla (Cuenca, 29 de noviembre de 1189-Madrid, 14 de octubre de 1211). Infante de Castilla, Fernando fue hijo del rey Alfonso VIII y de su esposa, la reina Leonor de Plantagenet. 

## Orígenes familiares
Fue hijo de Alfonso VIII de Castilla y de su esposa, la reina Leonor de Plantagenet. Por parte paterna eran sus abuelos los reyes Sancho III de Castilla y su esposa Blanca Garcés de Pamplona, hija del rey García Ramírez de Pamplona y por parte materna el rey Enrique II de Inglaterra y su esposa Leonor de Aquitania. Tuvo varios hermanos, entre ellos, el rey Enrique I y la reina Berenguela, madre de Fernando III de Castilla.

## Biografía

Escudo del reino de Castilla.

El infante Fernando de Castilla nació en la ciudad de Cuenca, el 29 de noviembre de 1189, un año después de que su hermana Berenguela y su prometido, Conrado, fueran proclamados herederos del trono. El nacimiento de Fernando frustró ese reconocimiento y también sus esponsales quedarían sin validez.  Fernando fue ensalzado en las crónicas de la época por sus virtudes, al tiempo que, como heredero e hijo del rey de Castilla, su nombre figuró en los documentos oficiales hasta el momento de su muerte. Gustaba de las armas y de la caza, era generoso y prudente, y su mayor ambición fue luchar contra los musulmanes.  A muy temprana edad comenzó a participar en el gobierno del reino y sus padres y todo el reino tenían puestas en él sus ilusiones.
Contando con veintidós años de edad, a la vuelta de una campaña que había dirigido para romper el cerco de la fortaleza de Salvatierra, enfermó repentinamente y falleció en la villa de Madrid el 14 de octubre de 1211 Le sucedió como heredero su hermano menor, el infante Enrique como Enrique I que en esas fechas tenía siete años y medio de edad y cuyo reinado apenas duró tres años, lo que supuso que finalmente fuera sucedido por su hermana mayor Berenguela de Castilla.

## Sepultura

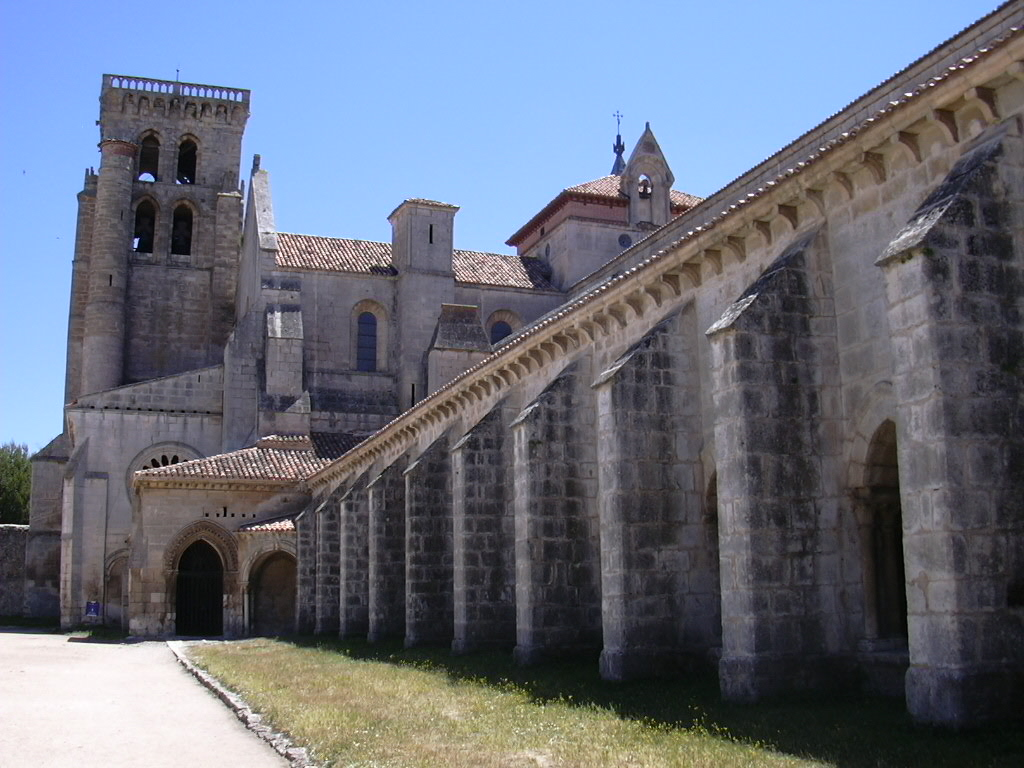
Monasterio de las Huelgas de Burgos.

Después de su defunción, su cadáver fue trasladado a la ciudad de Burgos y enterrado en el Monasterio de Santa María la Real de las Huelgas en Burgos, donde posteriormente recibirían sepultura sus padres, y en el que ya se hallaban enterrados varios de sus hermanos.
El cortejo fúnebre que condujo el cadáver del infante Fernando hasta la ciudad de Burgos estuvo formado, entre otros, por su hermana la infanta Berenguela, por el arzobispo de Toledo Rodrigo Jiménez de Rada, y por otros prelados y miembros de la nobleza. Los restos mortales del infante Fernando yacen en un sepulcro de piedra caliza, colocado en la nave de Santa Catalina o del Evangelio de la iglesia del monasterio, y se halla a su lado izquierdo el sepulcro que contiene los restos de su hermano, el rey Enrique I, y a su lado derecho el sepulcro que se supone contiene los restos del infante Manuel de Castilla, hijo de Fernando III de Castilla y padre del escritor Don Juan Manuel.
Durante la exploración del Monasterio de las Huelgas llevada a cabo a mediados del siglo XX se comprobó que los restos mortales del infante Fernando de Castilla, momificados, se hallaban incompletos. Además de la calavera del infante, se encontraba otra en su interior, pues durante la Guerra de la Independencia, las tropas francesas profanaron los sepulcros reales, a fin de hallar en ellos objetos de valor, y terminada la contienda, los restos mortales de los allí sepultados fueron devueltos a sus sepulcros, aunque en numerosos casos no pudo hacerse por desconocerse de cuáles procedían. Ocurrían entonces incidentes como el del cadáver del infante Fernando. El ataúd de madera del infante mide 1´90 metros de largo, y está forrado interiormente con badana y exteriormente con tafetán blanco, prolongado con un faldón y guarnecido con galones lisos, que rodean su tapa y forman la cruz que se halla sobre ella, y, junto a los restos mortales del infante se encontró una cofia realizada con un paño de tapicería, y adornada con oro y sedas, y con adornos dispuestos en listas a lo largo de la cofia, y una inscripción cursiva de tipo almohade.